# Kassina maculata
Kassina maculata är en groddjursart som först beskrevs av Duméril 1853.  Kassina maculata ingår i släktet Kassina och familjen gräsgrodor. IUCN kategoriserar arten globalt som livskraftig. Inga underarter finns listade i Catalogue of Life.